# Sarpa salpa
Cá mơ (Danh pháp khoa học: Sarpa salpa) là một loài cá biển trong họ Sparidae, chúng cũng thuộc họ cá tráp và có tên tiếng Anh là dreamfish (cá mơ) hay cá Salema porgy, được sử dụng trong các mục đích gây ảo giác để giải trí ở vùng Địa Trung Hải vào thời kỳ đế chế La Mã và đóng một vai trò quan trọng trong các nghi lễ truyền thống ở Polynesia. 

## Đặc điểm
Cùng với nhiều loài cá khác, thịt của cá Salema porgy thỉnh thoảng gây bệnh cho những người ăn nó, đây là một dạng nhiễm độc hiếm gây ra bởi chất độc của một loài động vật phù du nhỏ gọi là Gambierdiscus toxicus. Sự nhiễm độc từ thịt cá gây ra ảo giác mạnh và những cơn ác mộng hãi hùng có thể tồn tại nhiều ngày. 

## Ghi nhận
Vào năm 2002, một cụ già 90 tuổi đã ăn một con Salema porgy ở Saint Tropez và hai giờ sau bị ảo giác và gặp ác mộng người và chim kêu la, kéo dài hai đêm. Một người đàn ông 40 tuổi cũng trở thành nạn nhân của nhiễm độc cá khi đi nghỉ ở French Riviera và có ảo giác động vật và những người khổng lồ đang kêu thét, những con nhện đang đe dọa xung quanh chiếc xe của ông. Năm 2009, một ngư dân tên Andy Giles bắt được một con ở English Channel, điều này không bình thường vì nó thường sống ở vùng nước ấm thuộc Địa Trung Hải và bờ biển tây châu Phi. 